# Carl Erengisle Hyltén-Cavallius
Carl Erengisle Hyltén-Cavallius, född 19 februari 1817 i Vislanda, död 29 oktober 1853 i Göteborg, var en svensk apotekare och kemist. Han uppfann den nu dominerande tekniken att garva skinn med användning av kromsalter.

## Biografi
Carl Erengisle Hyltén-Cavallius var son till kontraktsprosten Carl Fredrik Cavallius och hans hustru Anna Elisabet Hylténius. Liksom syskonen, sjöofficeren och botanikern Gustaf Erik Hyltén-Cavallius och etnologen Gunnar Olof Hyltén-Cavallius, ombildade han, enligt morfaderns önskan, sitt efternamn till en kombination av faderns och moderns namn. I internationella publikationer, där hans vetenskapliga prestationer har uppmärksammats, har hans efternamn vid flera tillfällen förvanskats till Hyltén-Cavallin och även till Cavallin, Cavalin och också French Cavalin.
Han utbildade sig till apotekare och kemist vid Uppsala universitet och vid Stockholms Teknologiska Institut och erhöll dessutom ett gesällbrev som garvare vid sistnämnda skola.

## Verksamhet
Hyltén-Cavallius var verksam som lärare (Chemie adjunkt) vid Stockholms Teknologiska Institut mellan 1840 och 1843, då han också bedrev forskning i kemi. Det var i samband med denna som han uppfann en metod för att garva djurhudar med kromsalter, en metod som skulle komma att revolutionera läderindustrin i hela världen. En mycket tidsödande, smutsig och illaluktande metod för garvning med olika vegetabiliska ämnen (bark av olika träslag) ersattes av en snabbare, billigare och mer luktfri process. Det är den vanligaste garvningsmetoden idag, men den har negativa effekter på miljön och människor om inte kromresterna tas om hand på ett effektivt sätt.
Under åren 1843 till 1850 innehade han ett apotek i Kungälv. I samband med detta etablerade han också ett garveri i staden där han fick tillfälle att utveckla sin nya garverimetod, som han sökte patent för 1850. Sistnämnda år fick han en anställning som Chemie adjunkt vid dåvarande Chalmerska slöjdskolan. Under tiden vid denna skola författade han en Elementarkurs i Oorganisk Kemi som utgavs år 1854.
Det patent som togs ut för den nya kromgarvningsmetoden var begränsat till Sverige. Carl E. Hyltén-Cavallius avled av blodförgiftning 36 år gammal år 1853 varför han aldrig hann ansöka om ett världspatent för sin garverimetod. Vid ”The Fourth Biennal Conference of the International Union of Leather Technologists and Chemists Societies” (IULTS), som ägde rum på Tekniska Högskolan i Stockholm år 1955, gavs han ett erkännande som uppfinnare av den epokgörande garvningsmetoden.

Ordföranden för IULTCS vid det tillfället, professor K.H. Gustavson, berättade om Hyltén-Cavallius insatser i ett anförande:
The name Cavallin is familiar to most of us from the early history of the chrome tanning process. In the outstanding treatise on chemical technology of its day, Muspratt's Chemistry, it is stated in the early 1860 edition that chrome salts were first used for tanning by Cavallin; a statement often repeated in later books on chrome tanning, none however, giving the source of information or literature reference.
The results of his experimentation are laid down in Swedish Patent N:o. 1530, granted to him in April 1850. Hyltén-Cavallius stresses the fact that the new method differs from the conventional processes of tanning in so far as no bark or other substances containing tannic acid is required; the tanning being effected by »Chemical salts» such as bichromate of potassium after the hides have been struck through by a solution of »minerals». He points to the speed of the process and stresses that his method will not lead to an »ultimate devastation of the oak forests». Various modes of tanning are exemplified. Thus, tanning with chromium salts entirely, pre-tanning with alum and chromium salts or with alum and ferrous sulphate (copperas). In the latter instance, the pre-tannage is followed up by a bichromate bath. Also, combinations with vegetable tannins are mentioned, e. g. vegetable-mineral tannages in combination.

His important contribution is a landmark in the history of the mineral tannage, being a well-balanced combination of three mineral tanning agents.

## Familj
Tillsammans med hustrun Anna Dorotea (född Wettermark) fick han barnen Elisabeth Ulrika, född 1850, och Carl Fredrik, född 1853. Dottersonen Carl Wilhelm Oseen (1879–1944) var professor i teoretisk fysik och ordförande i Nobelkommittén för fysik.